# Montmerrei
Montmerrei ist eine Gemeinde im französischen Département Orne in der Normandie. Sie gehört zum Arrondissement Alençon und zum Kanton Sées. 

## Lage
An der östlichen Gemeindegrenze verläuft das Flüsschen Thouane, das zur Orne entwässert.
Nachbargemeinden sind 
- Boischampré im Nordwesten und Norden,
- Mortrée, eine Commune nouvelle mit der gleichnamigen Commune déléguée im Osten und Saint-Hilaire-la-Gérard im Südosten,
- Le Cercueil im Süden,
- La Lande-de-Goult im Südwesten,
- La Bellière im Westen.

## Bevölkerungsentwicklung
| Jahr      | 1962 | 1968 | 1975 | 1982 | 1990 | 1999 | 2008 | 2015 | 2021 |
| --------- | ---- | ---- | ---- | ---- | ---- | ---- | ---- | ---- | ---- |
| Einwohner | 351  | 370  | 326  | 342  | 404  | 382  | 442  | 522  | 543  |